# Hakata ningyō

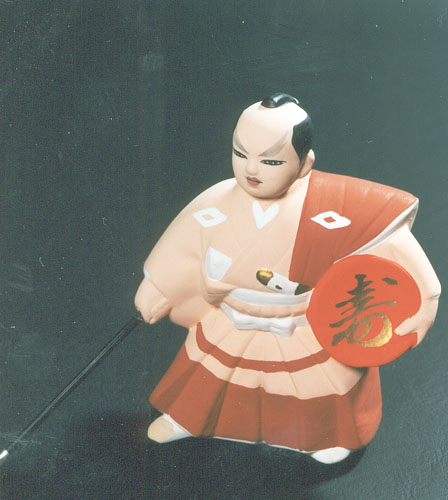
Un esempio di Hakata ningyō

Le Hakata ningyō (博多人形?  "Bambola Hakata") sono bambole di terracotta tradizionali del Giappone, originarie della città di Fukuoka, parte della quale conosciuta come Hakata dopo la fusione tra le due città nel 1889.

## Storia

### Origini
Le origini delle bambole della città di Hakata risalgono al XVII secolo, quando, artigiani quali Souhiti Masaki, produssero tali bambole, talvolta presentendole come doni ai templi buddisti e a Kuroda Nagamasa, il sovrano di Hakata in quel tempo. Queste bambole erano conosciute col nome di Hakata suyaki ningyō ("博多素焼人形"?  "Bambole opache di Hakata").  Le bambole Hakata vengono anche celebrate durante una festività loro dedicata, l'Hakata Gion Yamakasa, durante il quale i caratteristici carri allegorici vengono decorati con delle ningyō. Una più recente ricerca accademica avrebbe individuato l'origine delle bambole nell'antica Cina, con la scoperta di numerose bambole in Porcellana Biscuit.

### Il riconoscimento come opere d'arte
Le bambole Hakata comparvero all'Esibizione dell'Industria Nazionale del Giappone nel 1890 e all'Exposition Universelle di Parigi nel 1900, acquistando fama internazionale.
Il passaggio da semplici bambole in terracotta e porcellana al riconoscimento come opere d'arte di grande valore si è verificato alla fine del XIX secolo. Un maestro artigiano, Rokusaburo Shirouzu, iniziò a studiare colorazione, equilibrio e proporzione della struttura umana e altre moderne abilità artistiche sotto l'insegnamento del pittore Itusyo Yada. Da allora le bambole Hakata vennero realizzate in modo più realistico. Yoichi Kojima, uno studente di Rokusaburō Shirouzu, vinse una medaglia d'oro a Parigi alla Esposizione internazionale di arti decorative e industriali moderne del 1925  per le sue bambole Hakata, e gli studenti Kihei Harada e Yoichi Oayu furono insigniti con medaglie d'argento.

### Nei tempi moderni
Le bambole Hakata ottennero successo dopo l'occupazione americana del Giappone: gli americani tornarono a casa portando alcuni esempi di queste pregiate bambole di terra cotta, dopo la seconda guerra mondiale. Successivamente, il Giappone esportò le bambole e, allo stesso tempo, esse divennero molto comuni a livello nazionale, e l'industria manifatturiera cominciò a produrne in grande scala, sebbene sacrificandone la qualità. Oggigiorno le bambole Hakata hanno perduto il loro fascino per la maggior parte della popolazione, ma gli artigiani fedeli alla tradizione continuano a porre vita a questi cimeli storici.